# Eskvilinska Venera
Eskvilinska Venera, na kateri je upodobljena boginja Venera (tj. grška Afrodita), je manjša rimska gola marmornata skulptura ženske v sandalih in pokrivalu z diademom. Na splošno jo obravnavajo kot rimsko kopijo grškega izvirnika iz 1. stoletja pr. Prav tako je možen prikaz ptolemajske vladarice Kleopatre VII.
Skulptura naj bi temeljila na originalnem helenističnem kipu iz Ptolemajskega kraljestva. Mogoče prikazuje Venero-Izido, sinkretizem Venere z egipčansko boginjo Izido. Kopijo je verjetno naročil cesar Klavdij I., da bi okrasil Horti Lamiani (Lamianski vrtovi na vrhu Eskvilina v Rimu, na območju okoli sedanjega trga Piazza Vittorio Emanuele). Vaza, upodobljena ob ženski figuri, vključuje kačo ali ureus, upodobitev egiptovske kobre.

## Zgodovina
Eskvilinsko Venero so našli leta 1874 na trgu Piazza Dante na griču Eskvilin v Rimu,  verjetno del najdišča Horti Lamiani , enega izmed cesarskih vrtov, bogatih arheoloških virov klasičnega kiparstva. V 16. in 17. stoletju so tu že našli trinajst Medičejskih Niobidov, različico Laokoontovo skupino, doprsni kip Komoda z atributi Herkula in Discobolusa. Po letu 1870 so na tem mestu potekala intenzivna gradbena dela kot del priprav na to, da bo Rim po združitvi Italije postal novo glavno mesto Kraljevine Italije. Novoodkrita skulptura je kmalu prešla v zbirko Kapitolskih muzejev, kjer zdaj prebiva in je običajno razstavljena v muzeju Centrale Montemartini.
V slogu je Eskvilinska Venera primer pasitelske 'eklektične' novoatične šole, ki združuje elemente iz številnih drugih prejšnjih šol – praksitelska ideja o goli ženski obliki; obraz, mišičast trup in majhne visoke prsi v strogem slogu 5. stoletja pred našim štetjem; in stisnjena stegna, značilna za helenistične skulpture. Njene roke so se morale odlomiti, ko je kip padel v cesarskem parku, v katerem je stal, in ostal zanemarjen. Pogosto so jih obnavljali na slikah (glej spodaj), v resnici pa nikoli.

## Predmet
Tema kipa je bila različno interpretirana kot rimska boginja Venera (morda v obliki Venere Anadiomene) kot gola smrtna ženska kopalka, ženska različica diadumenos, ki si povezuje lase. Na splošno velja, da je Eskvilinska Venera rimska kopija grškega izvirnika iz pasiteleske šole iz 1. stoletja pred našim štetjem. Poreklo je bilo označeno tako kot ptolemajsko-egiptovsko naročilo bodisi kot kopija ene, morda kopije, ki jo je za cesarske vrtove naročil sam Klavdij I.. Ta identifikacija temelji na obleki kipa v egiptovskem slogu, ki se spušča nad vazo, egiptovski kobri ali ureusu na vazi in skodranih laseh; če so pravilne, bi lahko zaradi teh značilnosti postal kultni kip boginje Izide ali podoba Kleopatre VII. (morda jo je postavil Julij Cezar) kot Izida ali Venera-Izida (obe sta bili pogosto povezani). Ta pogled je podprl italijanski filolog Licinio Glori leta 1955. Lahko pa je kopija kipa Kleopatre, ki ga je Cezar postavil v templju Venere Genetrix, pogled, ki ga podpira Bernard Andreae. Poleg pričeske in obraznih lastnosti je očiten kraljevski diadem, ki se nosi na glavi, tudi znak, da prikazuje Kleopatro. Nasprotniki te teorije trdijo, da se značilnosti obraza na berlinskem doprsnem kipu in kovancih Kleopatre razlikujejo in trdijo, da je malo verjetno, da bi bila upodobljena kot gola boginja Venera (tj. grška Afrodita). Vendar pa naj bi bila v egiptovskem kipu upodobljena kot boginja Izida. Kleopatra je bila na nekaterih svojih kovancih upodobljena tudi kot Venera-Afrodita , po poročanju pa je bila oblečena kot Afrodita ob srečanju Marka Antonija v Tarsosu leta 42 pr. n. št.

## V sodobni umetnosti
Skulptura je v desetletju po odkritju navdihnila številne umetniške rekonstrukcije. Glavni med njimi sta sira Lawrenca Alma-Tademasov A Sculptor's Model (1877) in Edwarda Poyntersa Diadumene (1884). Oba sta upodobila model kipa, ki si lase veže s trakom blaga v pripravah za modeliranje kiparja oziroma kopanje. Poynter je verjel, da je to pravilna rekonstrukcija, delno zato, ker so na hrbtni strani glave vidni ostanki mezinca njene leve roke, kar kaže na to, da je bila leva roka dvignjena, da je lase držala na mestu, medtem ko je desnica navijala tkanino. V muzeju Centrale Montemartini je Eskvilinska Venera zdaj običajno prikazana za 'bazenom' (pravzaprav steklena talna plošča) v poklon temu upodabljanju.

## Razstave
Od decembra 2006 do 4. februarja 2007 je bila skulptura osrednji del razstave Kleopatra in cezarji na forumu Bucerius Kunst v Hamburgu , nato pa je bila od marca do junija 2007 v Louvru za razstavo Praksitel..